# غرفة الإسعافات الأولية

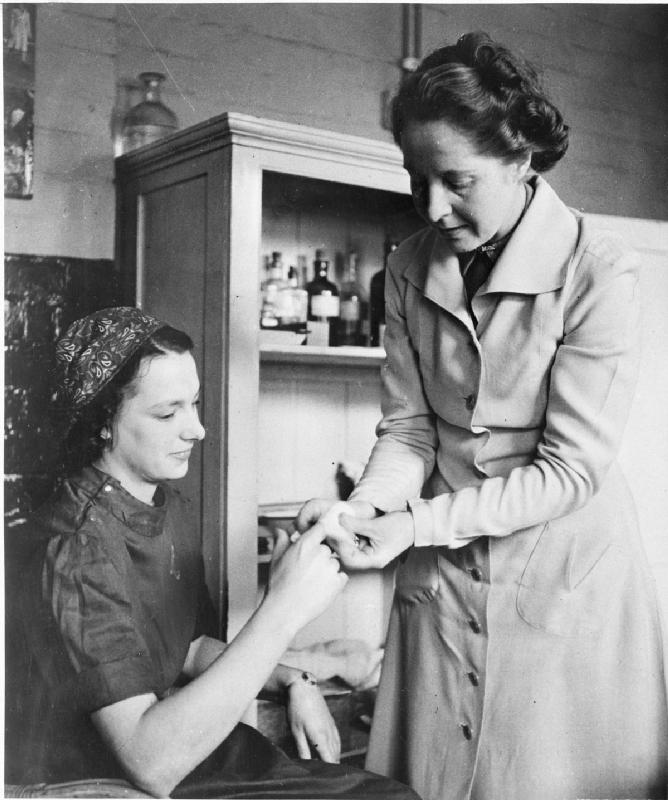

غرفة الإسعافات الأولية أو الغرفة الطبية هي غُرفة تتواجد في أيَّة مُؤسَّسة (على سبيل المثال: المدرسة أو المصنع أو المكان الرِياضِيّ أو المطار) يُؤخذ إليها الشخص المُصاب أو المريض في المَبْنى لإجراء الإسعافات الأوَّلِيَّة عليه وانتظار وصول الخدمات الطِبِيَّة الإسعافِيَّة المحترفة.
يجب أنَّ تكون غُرفة الإسعافات الأوَلِيَّة في مكان واضح المعالم يسهل الوصول إليه، كما ينبغي أنَّ تحتوي على::
- حوض ومياه للشُرب
- أجهزة الإسعافات الأوَلِيَّة (والتي قد تتضَمَّن مُعَدَّات الوقاية والأغطية)
- سرير الفَحْص / السرير الطِبِي
- هاتِف أو أي جهاز اتِّصال آخر
- دفتر لتدوين الحوادث[1]

في المملكة المُتحدة، يلزم وجود غُرفة للإسعافات الأوَّلِيَّة في بعض مصانِع الكيماويات ومواقع البِناء وفي المباني التي تكون على مسافة بعيدة عن الخدمات الطِبِيَّة.  في بعض الحالات، قد تُستخدم الغُرفة لأغراضٍ أخرى عندما لا تكون مطلوبة للإسعافات الأوَّلِيَّة.
إن محطة الإسعافات الأوَّلِيَّة عبارة عن غرفة إسعافات أوَّلِيَّة ممتلئة بالمرضى - خاصةً عندما تكون محطة مُؤقتة وسط حَشْدٍ كبيرٍ من الناس أو أثناء حادِثة طوارئ.